# Karl Stürmer (general)
Karl Stürmer, avstrijski general, * 1792, † 1853.